# 17088 Giupalazzolo
A 17088 Giupalazzolo (ideiglenes jelöléssel 1999 JF19) a Naprendszer kisbolygóövében található aszteroida. A LINEAR projekt keretében fedezték fel 1999. május 10-én.